# 少年印第安纳琼斯大冒险 (游戏)
《少年印第安纳琼斯大冒险》是Jaleco开发的动作游戏，并于1993年1月在NES上推出。游戏改编自1990年代同名电视剧。

## 评价
《任天堂力量》称赞游戏“动作多样”，但也写道“图形中庸，角色操控有时笨拙。游戏未充分利用好节目”。AllGame的Christoper Michael Baker给游戏打出5星中的2.5星，批评了游戏难度。Baker文中称，“很遗憾，游戏素质远低于系列水准”。Baker称赞画面和过场，但称音效和配乐“相当基础”。